# Mostek
Mostek foi uma fabricante de  circuito integrado fundada em 1969 por ex-funcionários da Texas Instruments,seus produtos foram produzidos em Worcester, Massachusetts, Estados Unidos. A Mostek detinha 85% do market share de mémoria DRAM sendo superada pela manufatura japonesa mais barata e com qualidade superior 